# Rjachowcite
Rjachowcite (bułg. Ряховците) – wieś w środkowej Bułgarii, w obwodzie Gabrowo, w gminie Sewliewo. Według danych Narodowego Instytutu Statystycznego, 31 grudnia 2011 roku wieś liczyła 1335 mieszkańców.
W Rjachowcite odkryto 12 grobowców trackich. Znajduje się türbe Gazi Baby.